# Queen Bitch
"Queen Bitch" es una canción escrita por el músico británico David Bowie. Fue originalmente lanzada en 1971 en el álbum Hunky Dory pero más tarde apareció como el lado B del lanzamiento de sencillo de "Rebel Rebel" en el Reino Unido en 1974.
Bowie fue un gran fan de Velvet Underground y escribió la canción en tributo a la banda y a Lou Reed. Él grabó una versión de estudio de "I'm Waiting for the Man" en 1967 (que se mantiene como una canción inédita) y también otras versiones en vivo, las cuales pueden ser vistas en Bowie at the Beeb, Live Santa Monica '72 y en Live Nassau Coliseum '76.

## Versiones en vivo
- Bowie tocó la canción en el programa de radio de la BBC, Sounds of the 70s el 18 de enero de 1972. Está fue transmitida el 7 de febrero de 1972 y publicada en el álbum Bowie at the Beeb.[6]
- Bowie interpretó la canción en The Old Grey Whistle Test el 8 de febrero de 1972. Está interpretación, transmitida en televisión el día siguiente, fue incluida en la versión de DVD de Best of Bowie.[7]
- Otra versión en vivo grabada en el Santa Monica Civic Auditorium el 20 de octubre de 1972 fue publicada en Santa Monica '72 y Live Santa Monica '72.[8]
- Una versión grabada en el Coliseo Nassau, Uniondale durante la gira de Isolar el 23 de marzo de 1976 fue incluida en Rarestonebowie, y en Live Nassau Coliseum '76.[9]

## Otros lanzamientos
- La canción fue publicada como lado B del lanzamiento de sencillo de "Rebel Rebel" en febrero de 1974.[3]
- La versión estadounidense de "1984" tiene "Queen Bitch" como lado B.[10]
- Fue publicada como un disco ilustrado en la caja recopilatoria Fashion.[11]
- La canción aparece en la banda sonora de la película de 2004 The Life Aquatic with Steve Zissou.[12]
- La canción fue tocada al final de la película de 2009 The Damned United.[13]
- Está presente en la banda sonora del videojuego de monopatinaje Skate.[14]
- En 2007, la canción estuvo presente en la película Run Fatboy Run.[15]
- La canción fue utilizada en el tráiler de lanzamiento de la película Young Adult.[16]

## Otras versiones
- Birdbrain – Let's Be Nice (1997)
- Eater – The Album (1977)
- Green River – Rehab Doll (1988)
- The Hotrats – Turn Ons (2010)
- Seu Jorge – The Life Aquatic with Steve Zissou (2004)
- Lou Reed – en vivo (con Bowie)
- Spiral Jetty – Band of Gold
- The Tragically Hip – en vivo

## Créditos
Créditos adaptados desde las notas del álbum.
- David Bowie – voz principal y coros, guitarra acústica
- Mick Ronson – guitarra eléctrica, coros
- Trevor Bolder – bajo eléctrico
- Mick Woodmansey – batería